# Brezové
Brezové este o arie protejată (arie specială de conservare — SAC, sit de importanță comunitară — SCI) din Slovacia întinsă pe o suprafață de 16,85 ha, integral pe uscat.

## Localizare
Centrul sitului Brezové este situat la coordonatele 49°03′06″N 20°01′44″E / 49.051539°N 20.029017°E.

## Înființare
Situl Brezové a fost declarat sit de importanță comunitară în aprilie 2004.

## Biodiversitate
Situată în ecoregiunea alpină, aria protejată conține 2 habitate naturale: Liziere de ierburi înalte hidrofile de câmpie și de nivel montan până la alpin, Mlaștini alcaline.
La baza desemnării sitului se află mai multe specii protejate:
- plante (1): Hamatocaulis vernicosus
- amfibieni (1): broască râioasă verde (Bufo viridis)
- mamifere (2): chițcan mic de apă (Neomys anomalus), chițcan de apă (Neomys fodiens)
- nevertebrate (2): Vertigo angustior, Vertigo geyeri

Pe lângă speciile protejate, pe teritoriul sitului au mai fost identificate 4 specii de plante.